# Centre de recherche des archives de Père Clarence d'Entremont
Le Centre de recherche des archives de Père Clarence d'Entremont rend publique les archives provenant majoritairement de la collection privée de l’historien natif de la région de Pubnico en Nouvelle-Écosse, le père Clarence Joseph d'Entremont. On y retrouve aussi d'autres collections. Au total, près de 6000 livres et périodiques remontant au XVIIe siècle témoignent de l’histoire et de la généalogie de la région de Pubnico. Le Centre possède également des microfilms, des photographies, des enregistrements sonores, des cartes géographiques, des concessions de terre,  des correspondances, des registres d'églises.

## Organisation
La Société historique acadienne de Pubnico-Ouest est un organisme sans but lucratif créé en 1973 qui a pour but de promouvoir et de préserver le patrimoine acadien. C'est elle qui gère le Musée des Acadiens des Pubnicos et le Centre de recherche « Les Archives Père Clarence d’Entremont ».